# Ivan Krstnik Žibert
Ivan/Janez Krstnik Žibert, slovenski benediktinec, rimskokatoliški duhovnik, bibliotekar in zgodovinar, * 5. junij 1874, Preska, † 8. september 1945, Ljubljana.

## Življenje in delo
Oče mu je bil učitelj Anton, mati mu je bila Marija (rojena Volc). Žibert je višjo gimnazijo obiskoval v Celju (1890–1894), po maturi je služil kot enoletni prostovoljec vojaščino pri 17. pehotnem polku v Ljubljani. V letih 1897–1900 je študiral bogoslovje v benediktinskem samostanu St. Florian (Avstrija), kjer je imel redovno ime Avguštin in bil 1900 posvečen v duhovnika. Na dunajski univerzi je nato študiral še zgodovino in umetnostno zgodovino ter marca 1904 doktoriral. Služboval je od aprila 1904 na Dunaju kot praktikant ter postal 1914 bibliotekar. 11. decembra 1916 je zapustil benediktinski red, ostal sekularen duhovnik, novembra 1920 postal bibliotekar sprva v Novem mestu in pozneje v Ljubljani, postal tu 1923 kustos in se 1925 upokojil.
Poleg bibliotečne službe je bil na Dunaju 9 let (do 1914) nastavljen pri grajski kapeli na Belvederu in spovednik vojvodinje Sofije Hohenberške. Njegovo dobro poznavanje razmer na dunajskem dvoru v zadnjih letih vlade cesarja Franca Jožefa je dalo povod, da je napisal o sarajevskem atentatu brošuro v kateri je nazorno prikazal sovražno razpoloženje dvornih krogov proti nadvojvodi Francu Ferdinandu in njegovi ženi vojvodinji Sofiji Hohenberški, zanemarjanje srbskih svaril ob njunem potovanju v Sarajevo in čudno opustitev varnostnih ukrepov v Sarajevu. Žibert je zaradi brošure prišel v disciplinsko preiskavo, pretil mu je celo zapor. Ivan Dolenc je vsebino Žibertove brošure povzel in napisal članek Umor v Sarajevu. Dostavki k dr. Žibertovim odkritjem (Slovenec 1919,  tudi brošura) in tako na Slovenskem razširil to svojevrstno verzijo o začetku prve svetovne vojne.